# Ana Petrovna da Rússia
Ana Petrovna da Rússia (em russo: Анна Петровна; Moscou, 27 de janeiro de 1708 - Kiel, 4 de março de 1728) foi a filha mais velha do Imperador Pedro I da Rússia e da sua segunda esposa, a Imperatriz Catarina I da Rússia. A sua irmã, Isabel da Rússia, reinou como Imperatriz entre 1741 e 1762. O seu filho Pedro reinou como Imperador em 1762, sendo o herdeiro de Isabel. Era também Duquesa de Eslésvico-Holsácia-Gottorp por casamento.

## Início de vida
Ana nasceu bastarda e foi legitimizada após o casamento dos seus pais em 1712. Mesmo assim a sua legitimidade inicial sempre foi um problema e fez com que várias alianças de casamento fossem recusadas. Foi finalmente decidido que Ana se casaria com Carlos Frederico, Duque de Holsácia-Gottorp, um sobrinho de Carlos XII da Suécia.

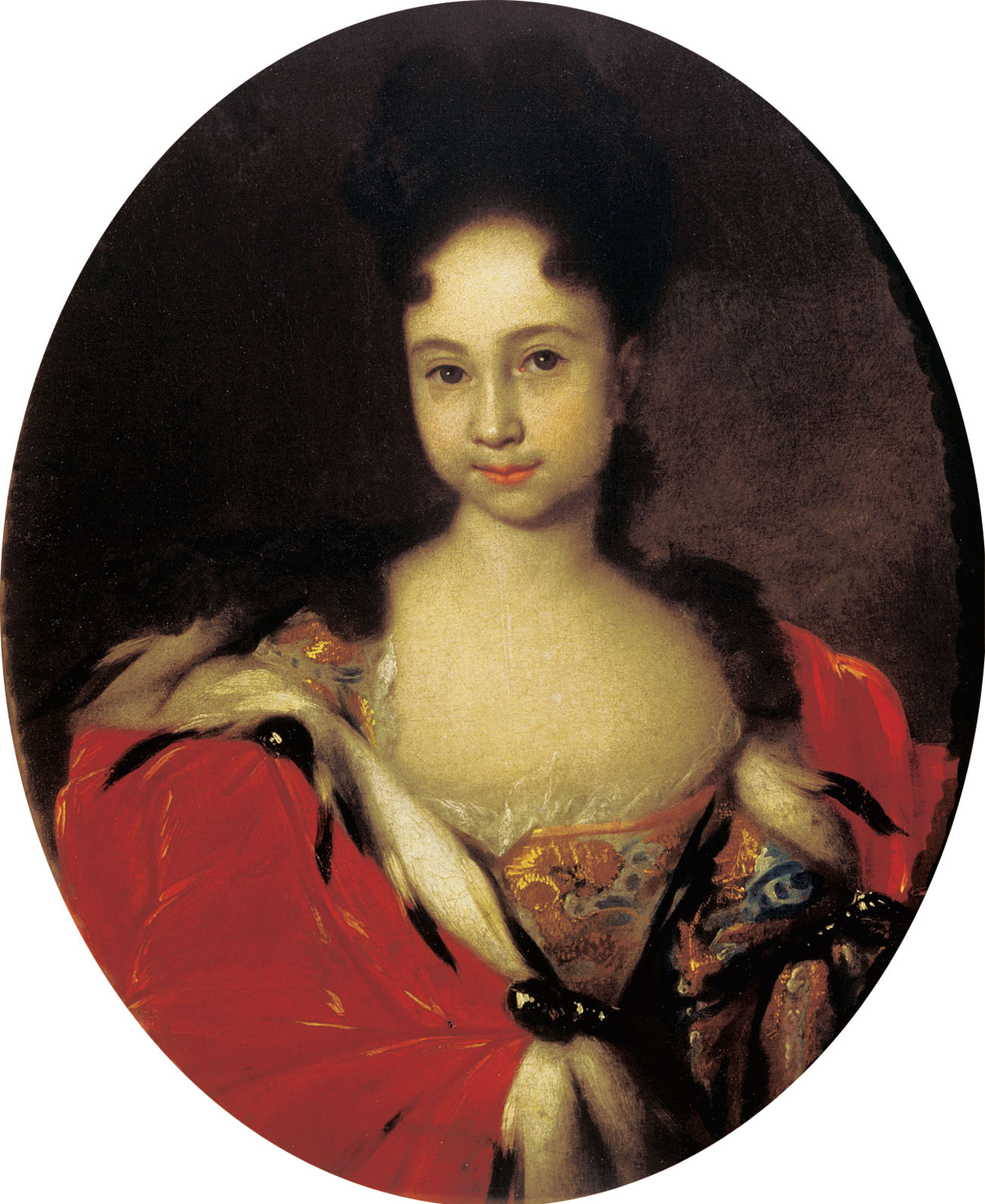
Ana quando criança

A 17 de março de 1721, Carlos Frederico chegou à Rússia Imperial para conhecer a sua futura esposa e sogro. O objectivo dele era garantir o apoio russo para os seus planos de adquirir o ducado de Schleswig, pertencente à Dinamarca. Também tinha esperanças de receber ajuda russa para os seus direitos ao trono sueco, no entanto de acordo com o Tratado de Nystad, a Rússia tinha-se comprometido a não intervir em questões de política interna da Suécia, por isso essas esperanças não tinham fundamento.
Outro possível candidato para marido de Ana foi o neto do rei Luís XIV da França, Luís d'Orléans, Duque de Orleães, o filho do Regente de França para o rei Luís XV e também neto da Madame de Montespan. A proposta de casamento foi mais tarde ignorada devido à diferença nos títulos de cada um. Ana era uma Alteza Imperial enquanto Luís não passava de uma Alteza Sereníssima.

## Casamento

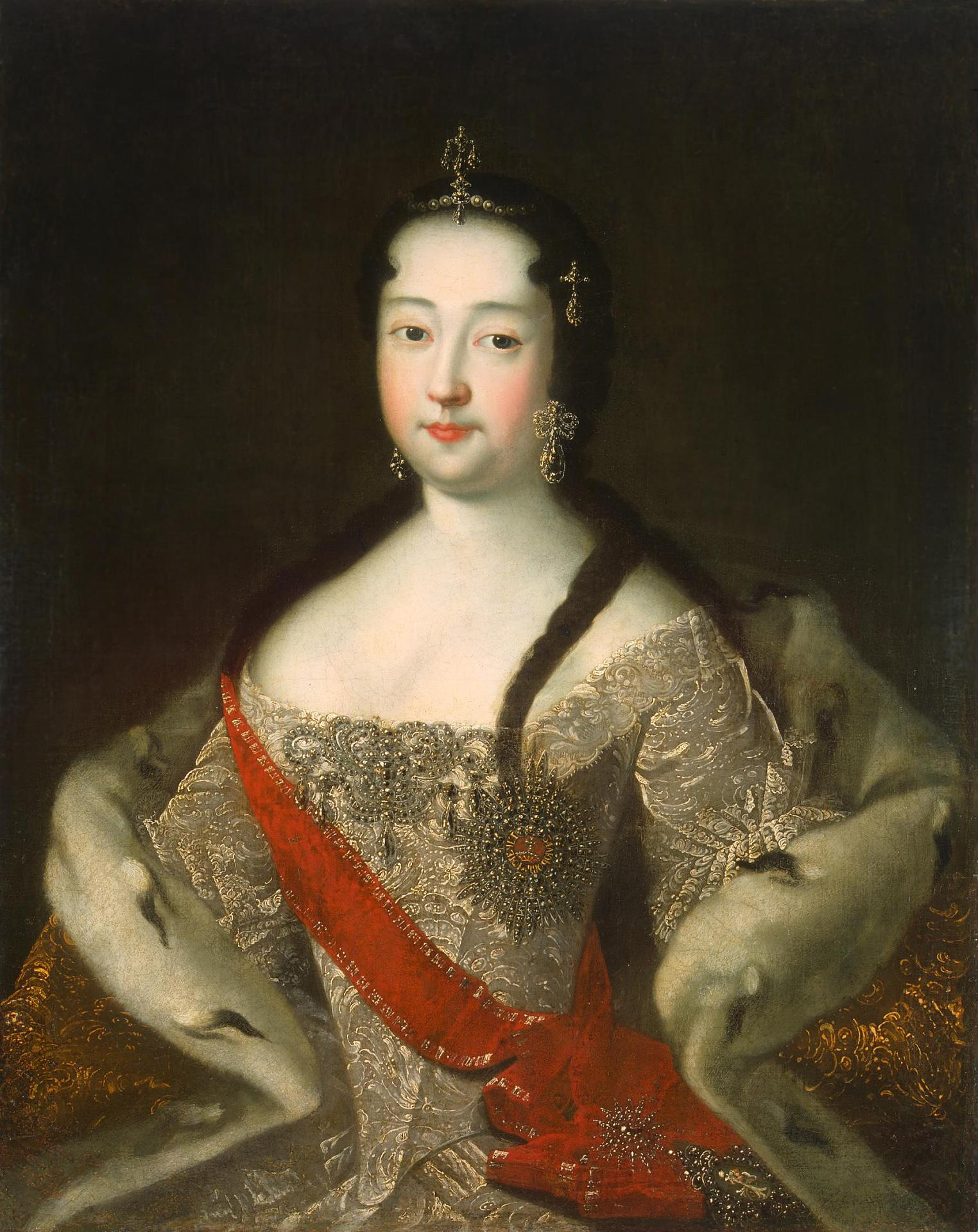
Ana Petrovna, por Ivan Adolsky

A 22 de novembro de 1724 foi assinado o contracto matrimonial. Segundo este, Ana e Carlos Frederico renunciavam a todos os direitos ao trono russo em favor de si próprios e dos seus descendentes. Com esta clausula, o Imperador assegurava o seu direito que escolher qualquer dos seus descendentes para o suceder enquanto o Duque de Holsácia-Gottorp aceitou a vontade imperial sem quaisquer condições.
Alguns meses depois, em Janeiro de 1725, Pedro, o Grande ficou mortalmente doente. De acordo com uma história, no seu leito de morte, ele conseguiu pronunciar as palavras: "deixo tudo...", mas não conseguiu prosseguir e mandou chamar Ana para lhe dizer a sua última vontade. No entanto, quando a Duquesa chegou, o Imperador já não conseguia pronunciar qualquer palavra. Baseados nesta história, alguns historiadores especularam que o desejo de Pedro era o de deixar o trono para Ana, mas isto não pode ser confirmado.
Ana casou-se depois da morte de Pedro, a 21 de maio de 1725 na Igreja da Trindade em São Petersburgo com o duque Carlos Frederico de Holsácia-Gottorp. O casal teve apenas um filho.
Carlos Frederico foi admitido no recém-criado Concilio Supremo Secreto e exercia uma certa influência sobre a política russa. A morte de Catarina I em 1727 tornou a sua posição precária, uma vez que o poder foi transferido para as mãos de Alexandre Menshikov, que planeava um casamento entre o jovem Imperador Pedro II e a sua filha. Um desentendimento entre Carlos Frederico e Menshikov resultou no regresso do Duque a Holsácia a 25 de julho de 1727.
Foi aí que Ana morreu no dia 4 de março de 1728, vários dias depois de dar à luz o seu filho Pedro, o futuro Imperador da Rússia e progenitor de todos os Romanov do século XIX. Ela tinha acabado de fazer vinte anos. Antes da sua morte, Ana pediu para ser enterrada na Rússia, perto das sepulturas dos seus pais na Catedral da Fortaleza Pedro e Paulo. O seu desejo foi cumprido no dia 12 de novembro do mesmo ano.
De acordo com os seus contemporâneos, Ana era muito parecida com o seu famoso pai. Era inteligente e bonita, bem-educada, falava fluentemente francês, alemão, italiano e sueco. Sabe-se também que Ana era devota a crianças e tomou conta do seu sobrinho Pedro Alekseevich, negligenciado durante o reinado de Catarina I.

## Descendência
Ana casou-se depois da morte de Pedro, a 21 de maio de 1725 na Igreja da Trindade em São Petersburgo com o duque Carlos Frederico de Holsácia-Gottorp. O casal teve apenas um filho:
- Pedro Feodorovich de Holsácia-Gottorp (21 de fevereiro de 1728 - 17 de julho de 1762)

## Legado
- A Ordem de Santa Ana (em russo: Орден святой Анны) foi uma ordem de cavalheirismo estabelecida primeiro em Holstein e depois na Rússia pelo marido de Ana a 14 de fevereiro de 1735 em honra de Ana. O lema desta ordem era: Amantibus Justitiam, Pietatem, Fidem ("Aqueles que amam a justiça, a piedade e a fidelidade"). O seu dia festivo era o 3 de fevereiro.
- Através do seu filho, Ana é uma antepassada do grão-duque Jorge Mikhailovich da Rússia, um pretendente ao trono da Rússia através da sua mãe, a grã-duquesa Maria Vladimirovna, bem como do outro pretendente, Nicholas Romanov, Príncipe da Rússia.